# Open Handset Alliance
Open Handset Alliance (OHA) – sojusz biznesowy 78 przedsiębiorstw mający na celu rozwój otwartych standardów dla urządzeń mobilnych. Przedsiębiorstwa członkowskie to m.in. Google, HTC, Dell, Intel, Motorola, Qualcomm, Texas Instruments, Samsung, LG Group, T-Mobile i Nvidia.
Open Handset Alliance został zawiązany 5 listopada 2007 roku za inicjatywą Google przez 34 przedsiębiorstwa związane z branżą telekomunikacyjną: producentów telefonów komórkowych, twórców aplikacji, operatorów sieci komórkowych i producentów układów scalonych. Android, produkt sojuszu, jest oparty na licencji open source i konkuruje z platformą mobilną firmy Apple Inc.
Wraz z ogłoszeniem zawiązania sojuszu Open Handset Alliance 5 listopada 2007, został udostępniony Android – otwarty system operacyjny dla telefonów komórkowych. SDK zostało udostępnione 12 listopada 2007.
Pierwszym komercyjnym telefonem z systemem operacyjnym Android jest G1 (znany też jako HTC Dream). W Stanach Zjednoczonych wszedł do sprzedaży 22 października 2008, w Polsce 23 lutego 2009.
Członkami Open Handset Alliance są:
| - Bouygues Telecom (Bouygues) - China Mobile - China Telecommunications Corporation - China United Network Communications - KDDI Corporation - NTT DoCoMo - SoftBank Mobile Corp. (SoftBank Corporation) - Sprint Nextel - T-Mobile - Telecom Italia - Telefónica - Telus - Vodafone | - Acer - Alcatel Mobile Phones (przedsiębiorstwo typu joint venture powstałe przez połączenie Alcatel-Lucent i TCT Mobile) - ASUS - CCI - Dell - Foxconn International Holdings - Garmin International, Inc. (Garmin) - Haier Telecom - HTC - Huawei - Kyocera - Lenovo Mobile Communication Technology (Lenovo) - LG Electronics (LG Group) - Motorola - NEC Corporation - Oppo - Pantech - Samsung Electronics - Sharp Corporation - Sony Mobile Communications - Toshiba - ZTE | - AKM Semiconductor - Audience - ARM Ltd. - Atheros Communications - Broadcom Corporation - CSR Plc. - Cypress Semiconductor Corporation - Freescale Semiconductor - Gemalto - Intel - Marvell Semiconductor, Inc. - MediaTek, Inc. - MIPS Technologies - Nvidia - Qualcomm - Renesas Electronics Corporation - ST-Ericsson - Synaptics - Texas Instruments - VIA Technologies | - ACCESS CO., LTD. - Ascender Corporation - Cooliris, Inc. - eBay Inc. - Google - LivingImage LTD. - Myriad - MOTOYA Co., Ltd. - Nuance Communications, Inc. - NXP Software - OMRON SOFTWARE Co, Ltd. - PacketVideo (PV) - SkyPop - SONiVOX - SVOX - VisualOn Inc. | - Aplix Corporation - Borqs - L&T Infotech - Noser Engineering Inc. - Sasken Communication Technologies Limited - SQL Star International Inc. - TAT – The Astonishing Tribe AB - Teleca AB - Wind River - Wipro Technologies |